# Alpin Gallo
Alpin Gallo (ur. 12 stycznia 1974 w Librazhdzie) – albański piłkarz i trener piłkarski, w latach 1994–1998 reprezentant Albanii.